# Gaydon
Gaydon är en ort och civil parish i Storbritannien.   Den ligger i grevskapet Warwickshire och riksdelen England, i den södra delen av landet, 120 km nordväst om huvudstaden London. Gaydon ligger 109 meter över havet och antalet invånare är 376.
Terrängen runt Gaydon är platt. Runt Gaydon är det ganska tätbefolkat, med 116 invånare per kvadratkilometer. Närmaste större samhälle är Royal Leamington Spa, 13,6 km norr om Gaydon. Trakten runt Gaydon består till största delen av jordbruksmark.